# Галахад
Галахад (англ. Galahad) — лицар Круглого столу короля Артура й один із шукачів Святого Грааля. У легендах, де він фігурує, часто підкреслюється його непорочність і заступництво йому вищих сил і долі, а сам Галахад вважається «святим лицарем».

## Легенди
Незаконно народжений син Ланселота і леді Елейни, Галахад з дитинства виховувався ченцями у монастирі. Юнак виріс вкрай релігійним, прославився своєю галантністю і чистотою. У день П'ятдесятниці Галахад прибув у Камелот, щоб стати лицарем короля Артура. Молодий лицар сів у заборонене Згубне Крісло (англ. Siege Perilous), яке вважалося призначеним лише для гідного з гідних, кому протегує Сам Бог.
У той день присутнім лицарям було явлено бачення у вигляді золотої чаші, прикритої парчею, в якій витязі впізнали Святий Грааль — чашу, в яку Йосип Ариматейський зібрав кров розіп'ятого Ісуса Христа. Після цього багато лицарів Круглого Столу, і Галахад у тому числі поклялися вирушити на пошук священної чаші. По дорозі Галахад отримав щит Йосипа, що володів схожими з Кріслом властивостями — він був здатний погубити будь-якого, хто візьме його, бувши негідним.
У результаті Галахад виявляється єдиним лицарем, якому Грааль дається в руки. Після чого Галахад зникає і підноситься на небеса як святий.

## Цікаві факти
- У 1982 році Міжнародний астрономічний союз присвоїв кратеру на супутнику Сатурна Мімасі найменування Галахад. Також це ім'я носить один з астероїдів Головного поясу[4].

- Один із головних героїв телесеріалу «Бібліотекарі», завідувач чарівної Бібліотеки артефактів Дженкінс — насправді безсмертний лицар Галахад.